# Le Crime de l'Orient-Express
Pour les articles homonymes, voir Le Crime de l'Orient-Express (homonymie).

Restaurant Anatolie de l'Orient-Express.

Le Crime de l'Orient-Express (titre original : Murder on the Orient Express) est un roman policier d'Agatha Christie publié le 1er janvier 1934 au Royaume-Uni, mettant en scène Hercule Poirot. Il est publié la même année aux États-Unis sous le titre Murder in the Calais Coach, puis en France.
Le Crime de l'Orient-Express est, avec Dix Petits Nègres (1939), l'un des romans d'Agatha Christie ayant connu le plus grand succès. Il a été traduit en plus de trente langues. La partie du récit concernant le personnage de Ratchett est inspirée d'un crime réel, l'affaire du kidnapping de l'enfant de Charles Lindbergh, tandis qu'Agatha Christie s'inspire d'un fait divers comme toile de fond de son roman, un incident survenu en février 1929, le Simplon-Orient-Express (version de l'Orient-Express créée par les Alliés à la suite du traité de Versailles) bloqué par un blizzard pendant six jours près de Çerkezköy en Turquie.

## Personnages

### Victime
- Samuel Ratchett alias Cassetti : antipathique homme d'affaires américain, occupant la couchette no 2 en première classe. Il a un valet de chambre, Henry Masterman, et un secrétaire, M. Macqueen.

### Enquêteur et alliés
- Hercule Poirot : détective privé belge chargé de l'enquête.
- M. Bouc : directeur de ligne belge de la Compagnie internationale des wagons-lits ; il connaît Poirot depuis quelques années.
- Dr Constantine : médecin grec du wagon d'Athènes ; il va examiner le corps de la victime.

### Suspects
- Hector MacQueen : secrétaire américain de Ratchett.
- Colonel Arbuthnot : militaire anglais de retour des Indes britanniques par le « Taurus Express ».
- Edward Masterman : valet de chambre anglais de Ratchett.
- Antonio Foscarelli : exubérant homme d'affaires italo-américain venant de Chicago.
- Miss Mary Debenham : gouvernante anglaise arrivant de Bagdad par le « Taurus Express ».
- Greta Ohlsson : missionnaire suédoise à Constantinople.
- Comte Rudolf Andrenyi : diplomate hongrois.
- Comtesse Héléna/Elena Andrenyi : épouse du comte.
- Natalia Dragomiroff : princesse russe âgée.
- Hildegarde Schmidt : gouvernante allemande de la princesse.
- Caroline Hubbard : extravagante veuve américaine.
- Cyrus B. Hardman : détective new-yorkais se faisant passer pour un vendeur texan de rubans de machines à écrire.
- Pierre Michel : conducteur (chef de train) français de la voiture-lits de la ligne Constantinople-Calais du « Simplon-Orient-Express ».

Plan de la voiture Constantinople-Calais de l'Orient-Express :
Cabine 1re classe (1 personne)
Cabine 2e classe (2 personnes)
Place du conducteur

## Résumé

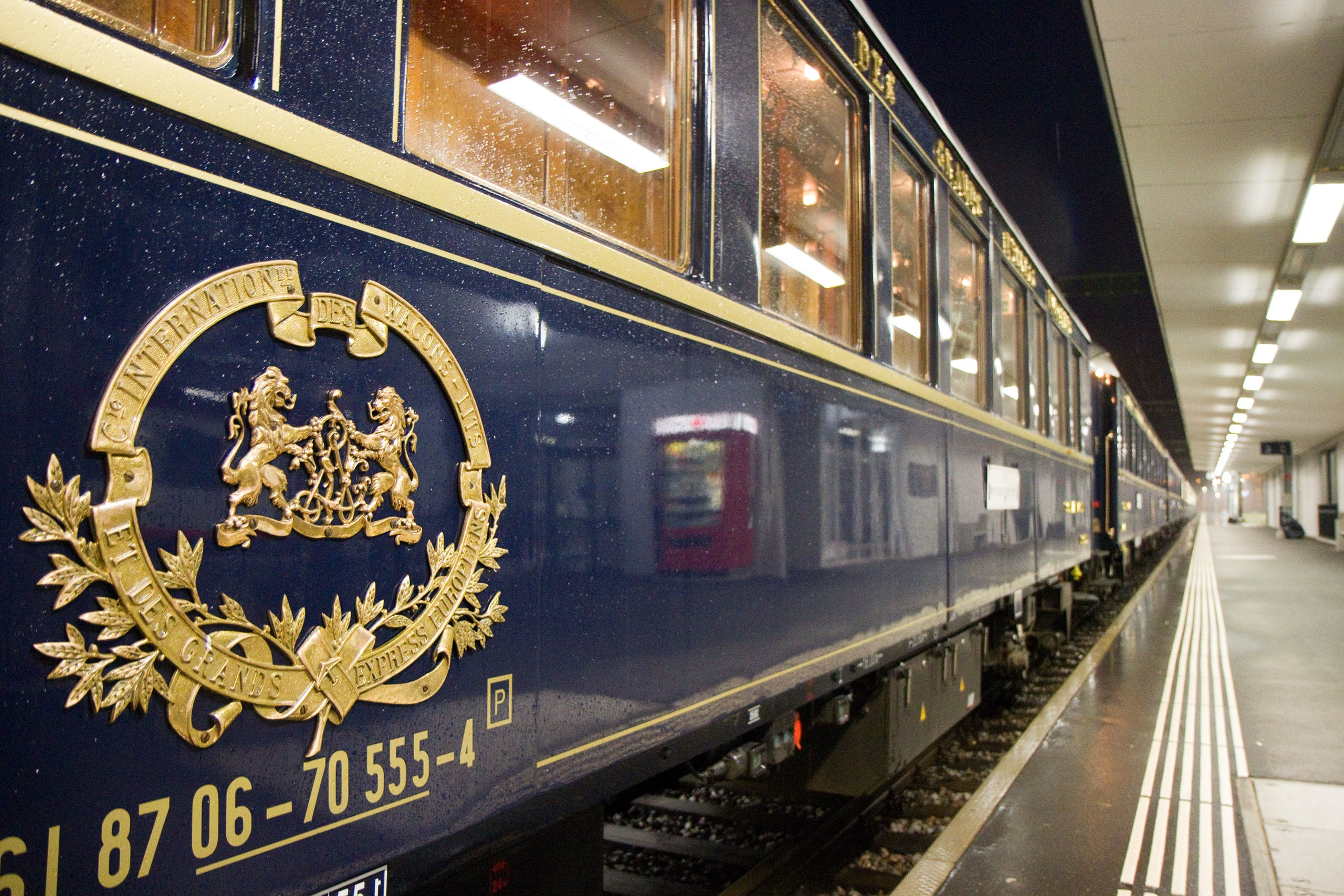
Orient-Express (Compagnie Internationale des Wagons-Lits) stationné dans la gare de Buchs.

Hercule Poirot, venu résoudre une affaire, est en Syrie à la gare d’Alep, à 5 heures du matin. Il repart à Istanbul où il compte faire un peu de tourisme. Quand il arrive à l’hôtel, le concierge lui donne un télégramme lui disant de retourner à Londres. Il prend alors un billet pour l’Orient-Express en direction de Londres et va déjeuner au restaurant de l’hôtel. Il reconnaît son ami M. Bouc, l'un des directeurs de la Compagnie internationale des wagons-lits qu'il doit emprunter.
Dans le train, bloqué à cause d'un blizzard survenu entre Vinkovci et Brod, sur le territoire de ce qui était alors la Yougoslavie, M. Ratchett, un riche Américain est tué au milieu de la nuit. Poirot examine le corps avec l’aide du docteur Constantine. L'homme a été tué de douze coups de couteau. Poirot découvre vite que le vrai nom de M. Ratchett est Cassetti, connu comme ayant dirigé la bande qui avait enlevé la petite Daisy Armstrong et exigé une rançon de deux cent mille dollars. Le cadavre de la petite fille fut retrouvé après le paiement de la rançon. Traumatisée, la mère de Daisy mourut en accouchant d’un deuxième enfant et son mari, désespéré, se tira une balle dans la tête. Poirot, en collaboration avec M. Bouc et le docteur Constantine, interroge les passagers du train et découvre un grand nombre d’informations complémentaires.

### Dénouement et révélations finales
Poirot élucide le crime : tous les suspects, excepté la comtesse Elena/Helena Andrenyi, ont donné un coup de couteau pour venger l'assassinat de la petite Daisy. Il décide de se faire relever de ses fonctions et de déclarer ne jamais avoir retrouvé le coupable.